# Еш дин
Еш дин (ивр. יש דין‎ «Есть закон») — израильская правозащитная организация, предоставляющая юридическую помощь арабам — жителям территорий Палестинской национальной администрации, рядом источников называемых оккупированными. Группа активна с марта 2005 года.

## Известные участники
Среди членов правления группы бывшие видные израильские политические деятели и старшие офицеры израильской армии в отставке
- Шуламит Алони — бывший израильский министр образования, связи, науки и культуры.
- Шломо Лахат — генерал в отставке, бывший мэр Тель-Авив-Яффо.
- Михаэль Бен-Яир — юрист, бывший юридический советник правительства Израиля.
- Шломо Газит — генерал в отставке, бывший начальник военной разведки.
- Пол Кедар — полковник в отставке, бывший консул Израиля в Нью-Йорке.

## Деятельность
Организация осуществляет мониторинг расследований, проводимых Армией Обороны Израиля в отношении военнослужащих и израильских поселенцев, подозреваемых в преступлениях по отношению к палестинцам.
http://www.thefreelibrary.com/Group%3a+Settlement+info+implicates+Israeli+gov't-a01611782357
Также группа наблюдает за израильскими военными судами на территориях. В конце 2007 года группа издала отчёт по итогам мониторинга израильских военных судов, выносящих приговоры палестинцам, в котором говорится, что:
- Военные суды на контролируемых Израилем палестинских территориях не обеспечивают справедливого разбирательства, и зачастую нарушают международные нормы по отношению к палестинцам.
- Подсудимые плохо представляют, согласно каким законам их судят (так как тексты законов на арабском языке достать очень сложно). Иногда осужденные даже не в состояние понять приговор, который не переводится на арабский, перевод в ходе суда делается небрежно или не делается вообще. Процедура продления содержания под стражей перед судом крайне коротка и занимает у военных судей в среднем 2 минуты. Встреча подозреваемых с адвокатами затруднена, а публика (кроме родственников) не допускается в зал суда.
- Большинство (70 %) приговоров выносится по делам, «связанным с безопасностью», при этом число оправдательных приговоров минимально (0.29 %), и в 98 % случаев вынесение приговора является результатом не полноценного судебного разбирательства, а судебной сделки между прокуратурой и обвиняемым.

По заявлению представителя организации М.Сфарда,
Система военных судов не отвечает требованиям международного суда и не обеспечивает справедливого разбирательства для предстающих перед этими судами
После конфликта в секторе Газа в 2008—2009 годах организация осудила распространение среди военнослужащих буклетов, которые, согласно формулировке организации, «балансировали на грани разжигания расизма», призывали израильских солдат сражаться с противником, по отношению к которому применялось определение «убийцы», и советовали им «не проявлять сострадания». Факт раздачи этого буклета заставил АОИ вынести выговоры офицерам, раздача подобного буклета была описана АОИ как «изолированный инцидент».
30 января 2009 года агентство Associated Press опубликовало информацию, что «Еш дин» планирует использовать секретные государственные базы данных с целью доказать, что многие израильские поселения на Западном берегу построены на частной палестинской земле без предоставления компенсации.
Организация часто подаёт иски в Верховный Суд против действий армии, полиции и прокуратуры. Например, в августе 2010 года группа подала иск, в котором требовала расследовать инцидент, в ходе которого были убиты два 19-летних палестинца, занятых, по её утверждению, на сельскохозяйственных работах на полях, принадлежащих их семьям. Согласно официальному сообщению АОИ, они были убиты в ходе «сорванной террористической операции»..

## Финансирование
По данным NEWSru Israel (ноябрь 2011 года): 

 из 5 миллионов бюджета за 2010 год 4,7 миллиона шекелей («Еш дин») получила из-за границы, а в целом за 2006-2010 года иностранные правительства пожертвовали организации 7,8 миллиона шекелей..— 

## Критика
Группа подвергалась критике со стороны израильской неправительственной организации NGO Monitor за «пренебрежение проблемой террора и использование псевдо-правозащитной риторики, осуждающей политику Израиля». По данным NGO Monitor, «выводы относительно военных судов, сделанные „Еш Дин“ в её отчете, базировались на 800 незначительных и непрезентативных инцидентах из 42 000 случаев осуждения и слушаний в военных судах только за 2006 год».
В декабре 2011 года Высший суд справедливости Израиля отклонил иск «Еш дин», требовавшей запретить Израилю эксплуатацию земель на территории  Западного берега реки Иордан, находящихся под военным и гражданским контролем Израиля, так как статус разработок определен Норвежскими соглашениями между Израилем и Палестинской национальной администрацией. При этом суд указал, что истцы :
«… пытаются создать впечатление, что речь идет о вопросе международной политики, в то время как он урегулирован соглашениями между Израилем и ПНА.»